# 懷舊星期四
懷舊星期四（英語：Throwback Thursday）是一個流行的網路自創節日，在Facebook、Instagram和Twitter都很流行。很多人通常會發布過去的懷舊照片，並附上#TBT或ThrowbackThursday的標籤，可以讓網路兩端的彼此更加認識對方，十分有趣，也可以脫離每天慣行的規則。